# Stigmella mustelina
Stigmella mustelina (лат.) — вид молей-малюток рода Stigmella (Nepticulinae) из семейства Nepticulidae.

## Распространение
Южная Америка: Перу, влажные высокогорные луга парамо, Анды (4000 м), Dept. Lima, 10 км севернее Oyón, Quabrada Quichas, Pueblo Quichas, 10°34'17"S, 76°46'03"W.

## Описание
Мелкие молевидные бабочки. Длина передних крыльев самцов 3,2—3,6 мм, размах — 6,9—7,6 мм. Цвет серовато-кремовый с беловатыми отметинами. Самки, гусеницы и биология неизвестны. Имаго появляются в феврале.

## Этимология
Видовое название S. mustelina происходит от латинского слова mustelina (горностай), что связано с признаком горностаевой окраски.